# Mudcrutch
Mudcrutch foi uma banda de southern rock e country rock de Gainesville, Flórida. Eles são mais conhecidos por serem a banda em que Tom Petty deu início em sua carreira. 
Mudcrutch formou-se em Gainesville em 1970 e logo se tornou popular em toda a Flórida. A banda se mudou para Los Angeles em 1974 para atrair a atenção de uma gravadora. Embora eles tenham assinado um contrato com a Shelter Records, eles lançaram apenas um single, "Depot Street", com poucas vendas antes de terminar em 1975. No ano seguinte, os ex-membros do Mudcrutch Petty, Mike Campbell e Benmont Tench formaram o núcleo de uma nova banda, os Heartbreakers. 
A maio parte da formação original do Mudcrutch foi reformada em 2007 para gravar seu primeiro álbum como um grupo. Eles gravaram um segundo álbum em 2016. 

## História

### 1970-1975
O Mudcrutch foi formado em 1970 pelo adolescente Tom Petty e Tom Leadon, residentes em Gainesville, Flórida, que tocavam juntos em uma banda chamada Epics. A formação de Mudcrutch consistia em Petty (baixo e vocal), Leadon (guitarra e vocal), Jim Lenehan (vocal), Randall Marsh (bateria) e Mike Campbell (guitarra). Esta encarnação da banda lançou um single distribuído localmente ("Up In Mississippi"/"Cause Is Understood") em 1971, com Petty escrevendo e cantando as duas músicas. Leadon (após uma briga com o dono do clube onde se apresentavam) e Lenehan deixaram a banda em 1972 e foram substituídos pelo baixista/guitarrista/vocalista Danny Roberts e pelo tecladista Benmont Tench, além da participação também de Charlie Souza. Ricky Rucker fez parte da banda por um curto período de tempo. Em Gainesville, eles tiveram um longo período como banda da casa no Dub's Lounge e organizaram vários festivais de música bem frequentados na "Mudcrutch Farm", uma casa em ruínas em um grande terreno onde vários membros da banda moravam.
Em 1974, os membros do Mudcrutch decidiram se mudar para Los Angeles para tentar assinar com uma grande gravadora. Após várias rejeições, eles assinaram com a Shelter Records, gravadora independente de Leon Russell. A banda lançou um single, "Depot Street" em 1975, que não teve sucesso nas paradas. Depois que Danny Roberts deixou o grupo, Petty convidou Charlie Souza para assumir o baixo e a banda continuou a gravar no estúdio de Tulsa, em Leon Russell, e mais tarde em sua casa em Encino, Califórnia. Desanimada pela falta de sucesso do grupo, a gravadora manteve a banda sob contrato até o final de 1975, mantendo apenas Petty sob contrato depois disso. Vários meses depois, Petty se reagrupou com Mike Campbell e Benmont Tench, ex-membros do Mudcrutch, para formar o The Heartbreakers, juntamente com os colegas nativos de Gainesville, Stan Lynch (bateria) e Ron Blair (baixo).

### Nova formação: 2007-2017
Em agosto de 2007, Tom Petty, ao assistir o documentário de Peter Bogdanovich, Runnin 'Down a Dream convidou Randall Marsh e Tom Leadon, membros originais do Mudcrutch, para se reunir com Heartbreakers Benmont Tench e Mike Campbell para reformar o Mudcrutch. Marsh passou seus anos pós-Mudcrutch tocando em várias bandas, incluindo o projeto paralelo de Blue Stingrays, de Campbell. Leadon não havia subido nunca num palco até retornar ao Mudcrutch, durante os anos em que esteve afastado da banda trabalhou como professor de guitarra. Eles gravaram um álbum, Mudcrutch, lançado em 29 de abril de 2008, pela Reprise Records, e contendo 14 faixas novas e antigas. "Tocávamos e depois conversávamos sobre os velhos tempos", disse Leadon. A banda fez uma breve turnê na Califórnia para promover o álbum ao longo de abril e início de maio de 2008. O álbum atingiu o número 8 na parada de álbuns da Billboard 200.
Em 11 de novembro de 2008, um EP ao vivo intitulado Extended Play Live foi lançado. Todas as faixas foram gravadas ao vivo em abril de 2008. No mesmo dia, o canal de música americano VH1 Classic transmitiu o documentário Runnin 'Down a Dream sobre a banda. 

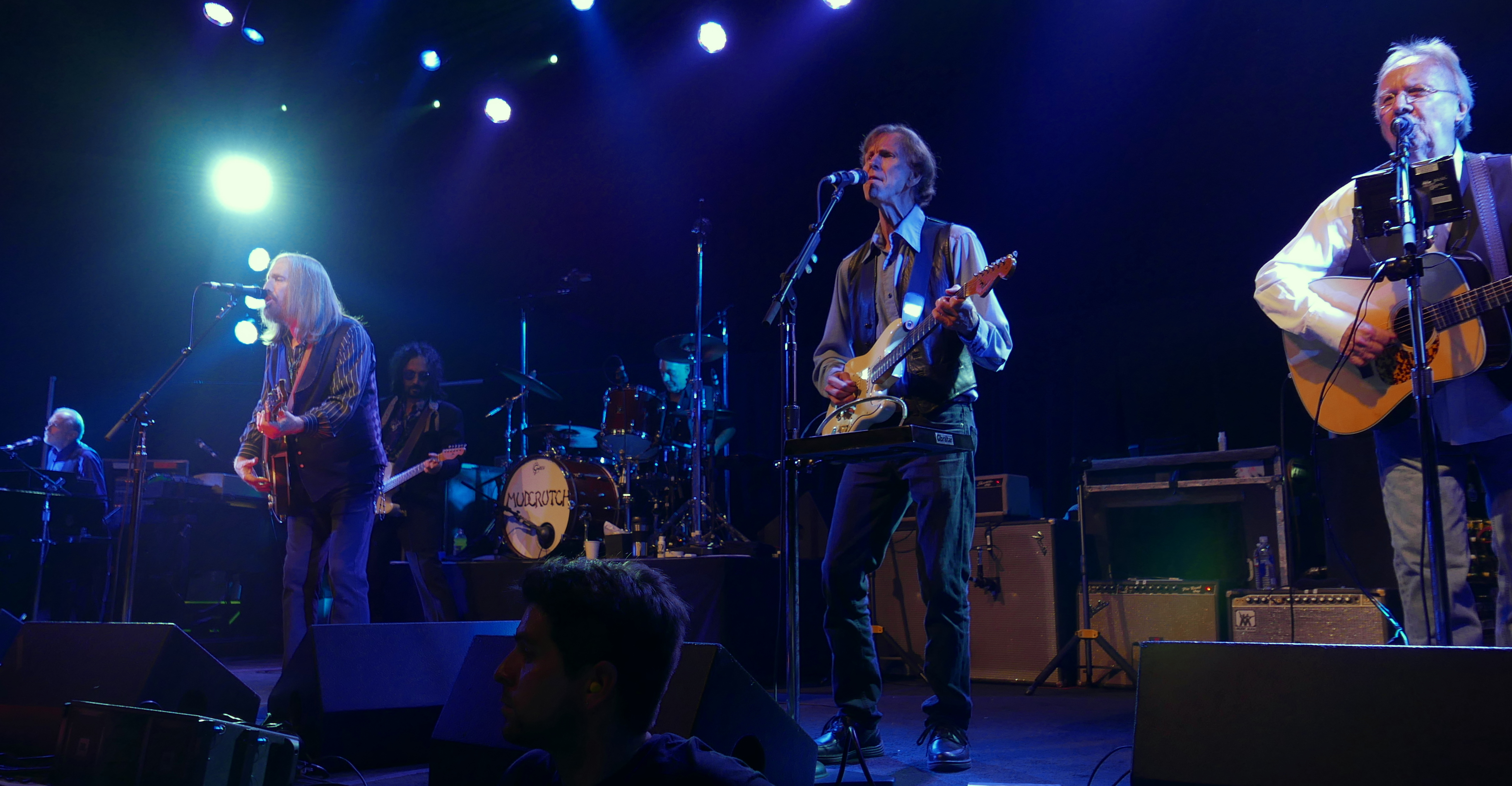
Mudcrutch, apresentando em junho de 2016

De acordo com a Rolling Stone, o Mudcrutch pretendia se reunir em agosto de 2015 para começar a trabalhar em um novo álbum. O grupo originalmente começaria a trabalhar no álbum em janeiro daquele ano, mas as coisas foram adiadas oito meses devido a problemas de saúde que o guitarrista Tom Leadon estava enfrentando, tendo que fazer uma cirurgia no pulmão. Em fevereiro de 2016, antes do anúncio do lançamento de um segundo álbum, o Mudcrutch foi anunciado como atração principal do Bunbury Music Festival 2016 em Cincinnati, Ohio, e do Summer Camp Music Festival 2016 em Chillicothe, Illinois. 
O segundo álbum da banda, 2, foi lançado em 20 de maio de 2016 pela Reprise Records. Antes do lançamento do álbum havia um single, "Trailer", além de "Beautiful World" e "Hungry No More". O álbum atingiu o número 10 na parada de álbuns da Billboard 200. Menos de três dias após o lançamento do álbum, a banda embarcou em sua primeira turnê nacional em apoio ao álbum. A turnê começou da mesma forma que a turnê de 2008: com dois shows beneficentes para a Midnight Mission (em 23 e 24 de maio de 2016, em Los Angeles). Herb Pedersen, que também é creditado em 2, juntou-se ao Mudcrutch na turnê. Tom Petty morreu em 2 de outubro de 2017 de parada cardíaca. 
A banda acabou em 2017, quando Tom Petty morreu em decorrência de overdose acidental por ingestão de remédios para dor, em 2 de outubro.

## Pessoal
Membros da banda
- Tom Petty - baixo (1971–1974, 2007–2017), vocais de apoio (1971–1973, 2007–2017), vocais principais, gaita (1973–1975, 2007–2017), guitarra rítmica (1973–1975), teclados (1971–1973)
- Mike Campbell - guitarra principal (1971–1975, 2007–2017), vocais de apoio e principais (2015–2017)
- Benmont Tench - teclados, vocais de apoio (1973–1975, 2007–2017), vocais principais (2007–2017)
- Randall Marsh - bateria (1971–1975, 2007–2017), vocais de apoio e principais (2015–2017)
- Tom Leadon - guitarra rítmica, vocais de apoio (1971-1972, 2007-2017), vocais principais (2007-2017)
- Jim Lenahan - vocal principal (1971-1972)
- Danny Roberts - guitarra rítmica / baixo, vocais de apoio (1973–1974)
- Charlie Souza - baixo (1974-1975)

Linha de tempo

## Discografia

### Álbuns
- 2008: Mudcrutch
- 2016: Mudcrutch 2[8]

### Álbuns ao vivo
- 2008: Extended Play Live
- 2017: The Very Best Performances from the 2016 Mudcrutch Tour

### Músicas
- 1971: "Up in Mississippi Tonight",  "Cause Is Understood"
- 1975: "Depot Street", com "Wild Eyes"
- 2008: " Scare Easy " (25 de março de 2008)
- 2016: "Trailer" (25 de março de 2016)
- 2016: "Hungry No More"
- 2016: "I Forgive It All"[9]
- 2017: "How Much Do You Need"

### Vídeoclipes
- 2008: "Scare Easy"
- 2008: "Lover of the Bayou"
- 2016: "I Forgive It All"
- 2019: “Crystal River”

### Também aparece em
- 1995  Playback (box set compilação de Tom Petty and the Heartbreakers)
- 2018: An American Treasure (compilação com canções de Tom Petty solo, Tom Petty and the Heartbreakers e Mudcrutch)
- 2019: The Best of Everything (compilação com canções de Tom Petty solo, Tom Petty and the Heartbreakers e Mudcrutch)